# فرودگاه لاواراک برک
فرودگاه لاواراک برک (به انگلیسی: Lavarack Barracks) یک فرودگاه نظامی است . این فرودگاه در کشور استرالیا قرار دارد و در ارتفاع ۱۰ متری از سطح دریا واقع شده است.